# 鈴木義伯
鈴木 義伯（すずき よしのり、1949年（昭和24年）1月19日 - ）は、日本の実業家、日本郵便元専務執行役員、東京証券取引所元常務取締役最高情報責任者。

## 来歴
1949年（昭和24年）1月19日、福島県相馬郡新地町に生まれる。1972年（昭和47年）東京電機大学工学部電子工学科卒業後、日本電信電話公社（現・NTT）に入社。
1988年（昭和63年）NTTデータに移り、金融システム担当部長に就任。リージョナルバンキングシステム事業本部長などを経て、
2005年（平成17年）NTTデータフォース株式会社代表取締役社長に就任。
2006年（平成18年）東京証券取引所執行役員に就任し、同社常務取締役 最高情報責任者（CIO）に就任。株式証券取引システムarrowheadの企画開発を進め高速取引を実現し、株式取引の流動性向上に貢献した。
2017年（平成29年）4月、日本郵便専務執行役員CIOに就任。
2021年（令和3年）12月31日を以て同執行役員を退任。